# Glojach (Adelsgeschlecht)

Wappen derer von Glojach (Adelsgeschlecht), nach Johann Siebmachers Wappenbuch

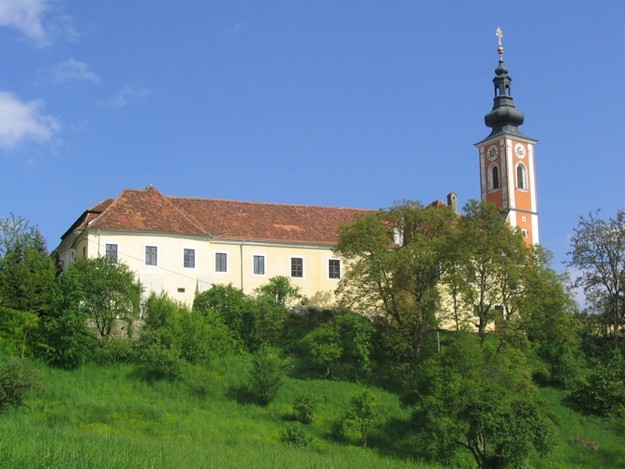
Schloss St. Georgen an der Stiefing (Steiermark), einstiger Besitz derer von Glojach (Adelsgeschlecht)

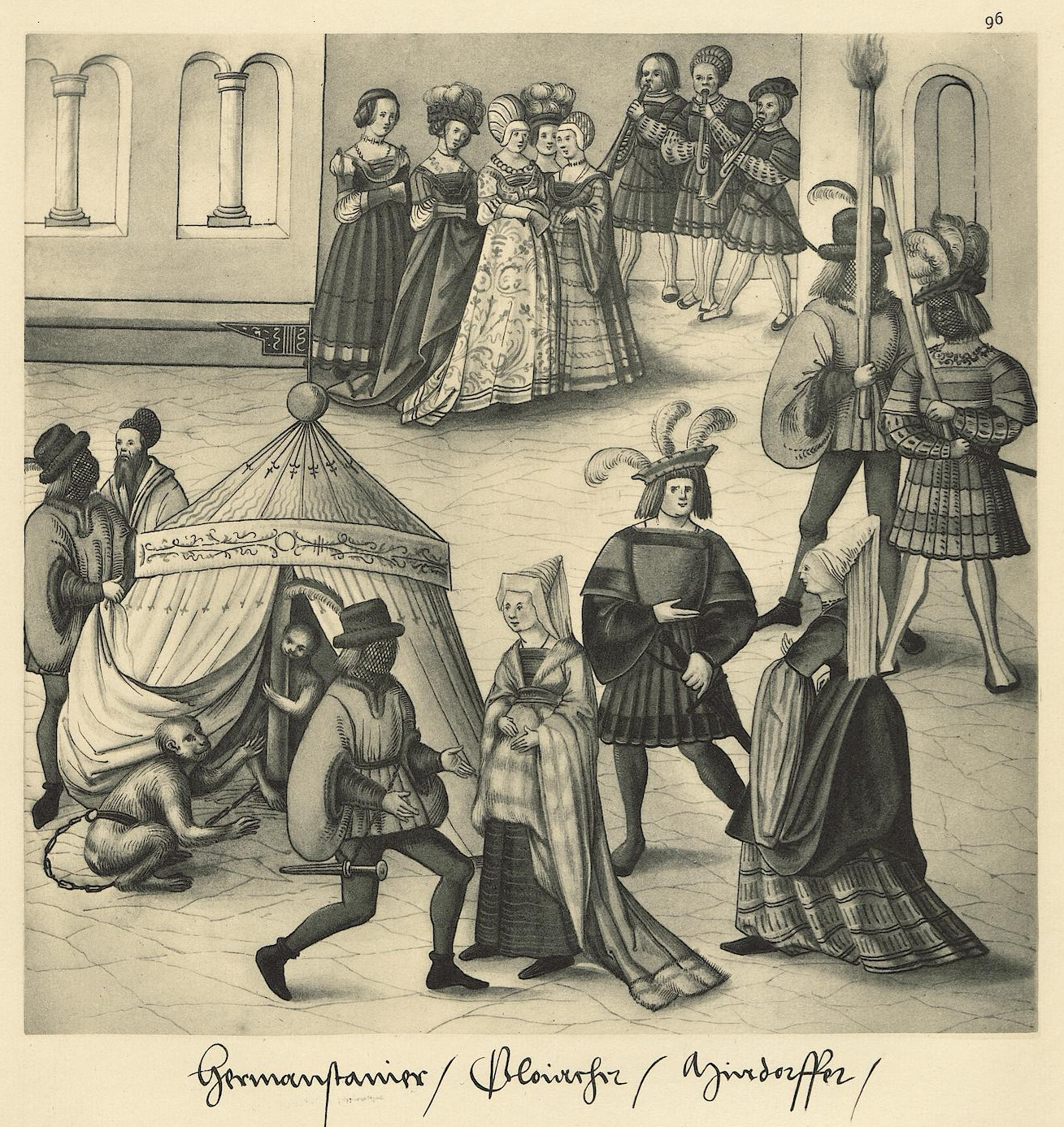
Glojacher, um 1882

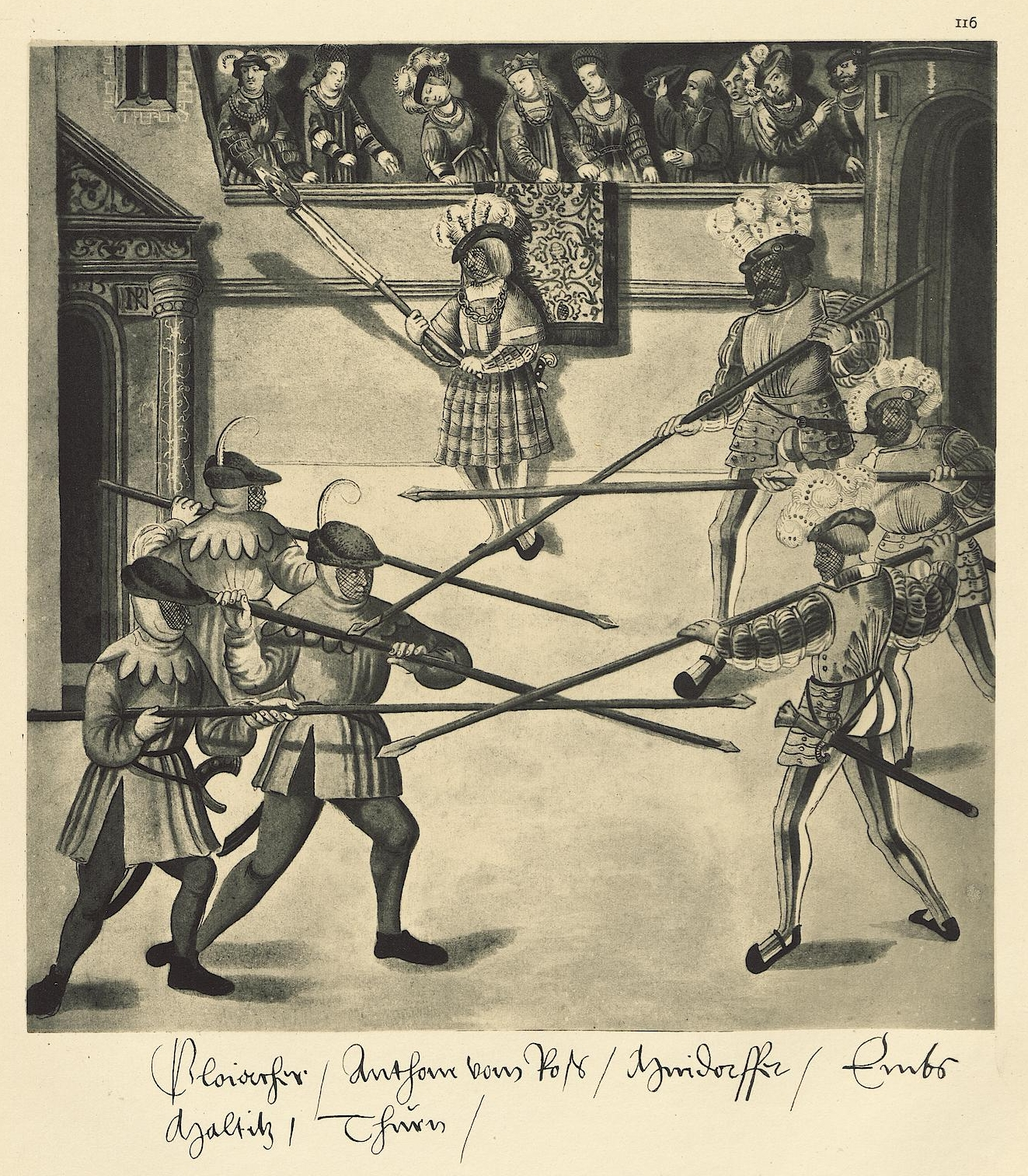
Gloiacher, um 1882

Glojach (Gloiach, Glojacher, Gloiacher) ist der Name eines alten erloschenen Adelsgeschlechts aus der Steiermark, das auch zum landständischen Adel in Niederösterreich gehörte.

## Geschichte

### Ursprung und Besitztümer
Das Geschlecht derer von Glojach stammt als uralter Adel aus der Steiermark. Das Geschlecht derer von Glojach hatte viele Besitztümer wie Neudorf, St. Georgen an der Stiefing, Herbersdorf, das Wildoner Freihaus (Unteres Schloss), den zur Burg Afram gehörende Maierhof, Klingenstein (Salla), Schütting sowie Trautenburg. Sie verloren jedoch wie auch andere protestantische Adlige ihrer Zeit den Besitz weitgehend im Zuge der Gegenreformation, als sie gezwungen wurden das Land zu verlassen sowie Hab und Gut in kurzer Zeit zu veräußern.

#### Neudorf
Andree Glojacher kaufte Schloss Neudorf, das in der Südsteiermark ca. 5 km östlich von der Gemeinde Wildon (Bezirk Leibnitz) liegt, von Georg Winter im Jahre 1457 und baute das einfache Anwesen Mitte des 16. Jahrhunderts zum Renaissanceschloss aus. Aber als Andree der Jüngere und sein Bruder Hans Adam wegen ihres protestantischen Glaubens das Land verlassen mussten, verkauften sie Neudorf im Jahre 1630 zunächst an Georg Sigmund von Paradeiser. Das Geschäft wurde wegen fehlender Zahlung storniert und an Hans Georg von Palmburg veräußert, der ebenfalls nicht zahlte, sodass Neudorf wieder zu den Glojacher gelangte, genauer an den inzwischen katholisch gewordenen Sohn des Hans Adam von Glojach 1641. Im 17. Jahrhundert brachte die Herrschaft wie zuvor nur Schulden durch Probleme mit der Bausubstanz, der Landwirtschaft und den verarmten Untertanen mit der Folge, dass im Jahre 1703 Max Josef von Glojach Neudorf an Ferdinand Leopold Graf Breuner veräußerte. Die ältesten Mauern am Westflügel zeigt vermauerte Erdgeschoßarkaden mit zwei Wappensteinen derer von Glojach. Das marmorne Allianzwappen des Andree Glojacher und seiner Frau Elisabeth von Lamberg erkennt man oberhalb des Portales von Schloss Neudorf.

#### Sankt Georgen an der Stiefing
Andree von Glojach erwarb 1555 auch die Herrschaft Sankt Georgen an der Stiefing mitsamt der einstigen Burg, heute Schloss St. Georgen an der Stiefing in der gleichnamigen Gemeinde Sankt Georgen an der Stiefing im Bezirk Leibnitz (Steiermark). Er baute ebenso wie seine Nachfolger die Burg im Renaissance-Stil um. Ständiger Streit mit Nachbarn und dem Bischof von Seckau sowie eine unüberwindbare Misswirtschaft in 200 Jahren Herrschaft brachten die Glojacher teils in finanzielle Krisen, sodass sie im Jahre 1753 den Besitz an Joseph Dominikus Frei- und Panierherr von Egkh-Hungerspach veräußerten.

#### Herbersdorf
Die Burg Herbersdorf (Denkmallisteneintrag) in Österreich war knapp 500 Jahre im Besitz derer von Herbersdorf, auch Herberstorff. Anna Maria von Glojach, geb. Herbersdorf, vermählt mit dem als Bauernschinder bekannten Hans Christoph von Glojach, übernahm 1609 die Herrschaft durch Lösegeld von den Miterben. Hohe Schulden trieben sie im Jahre 1640 dazu, die Herrschaft den Jesuiten aus Graz zu übergeben, sodass sie sich auf den benachbarten Schwasdorferhof zurückziehen konnte. Das Geld gab sie auf Reisen nach Italien aus, bis sie 1645 verarmt zurückkam. Anna Maria begann daher einen Rechtsstreit mit den Jesuiten, um von diesen die Herrschaft oder Zahlung einer jährlichen Rente zu bekommen, wobei sie vor Rechtsentscheid verstarb.

#### Wildoner Freihaus (Unteres Schloss)
Das für gewöhnlich als Freihaus bezeichnete Stadtschloss (Unteres Schloss) der adeligen Herren von Wildon (auch Wildoner, Wildonier, Herren von Wildonie) aus der Steiermark übergaben die Herren von Wildhaus im 16. Jahrhundert an die Glojacher, und Christoph von Glojach im Jahre 1526 durch Erzherzog Ferdinand bestätigt, wobei es später dem Propst von Stainz veräußert wurde.

#### Burg Afram gehörender Maierhof
An der Stelle des in der Südsteiermark nördlich von Leibnitz gelegenen, heutigen Schlösschens Marienhof, stand einst ein vermutlich zur Burg Afram gehörender Maierhof, der anders als der nahe gelegene Aframhof als „oberer Hof“, später als Hofstatt Afram verzeichnet wurde. 1444 ging der Besitz an Friedrich von Glojach durch den Seckauer Bischof Georg I über und wurde von seinen Nachfahren als Lehen bis 1629 verwaltet. Vor dem erzwungenen Auszug der protestantischen Glojacher, veräußerten sie das Gut an Georg Ernst Freiherr Schrampf zu Aichberg.

#### Klingenstein (Salla)
Die Burg Klingenstein (Salla) bei Voitsberg in der Weststeiermark gehörte im 16. Jahrhundert die Burg den Saurauer. Ruprecht von Glojach übernahm die Herrschaft, als Maria Magdalena von Saurau sie in ihre Ehe mit einbrachte. Die Burg wurde an die von Herberstein (Adelsgeschlecht) verkauft, nachdem bis zum Jahre 1629 verödet war und die dem Protestantismus bekennenden Glojacher vom katholischen Herrscher zur Auswanderung sowie Besitzverkauf gezwungen wurden.

#### Schütting
Schütting war als Edelsitz im 13. Jahrhundert im Besitz der Schüttinger, ritterliche Gefolgsleute derer von Stubenberg (Adelsgeschlecht), wie etwa der in der Urkunde des Stiftes Rein (1307) als Zeuge genannte Konrad der Schütting, welche nach ihrem Erlöschen im 14. Jahrhundert, den Besitz unter ihren Verwandten aufteilten. In der Funktion eines Bauern- und Winzerhaus kam der Sitz von Seifried Windischgraetz im 17. Jahrhundert an das Geschlecht derer von Glojach, die es wegen ihrer bereits oben beschriebenen religionsbedingten Auswanderung an die Grafen von Herberstein verkaufen mussten.

#### Weissenegg (Steiermark)
Weissenegg (Steiermark) wurde von dem Adelsgeschlecht derer von Glojach übernommen, nachdem die Weissenegger mit Hans III im Mannesstamm erloschen waren und Katharina Weissenegger im Jahre 1610 das Gut ihrem zweiten Ehemann Friedrich von Glojach verkauft hatte. Christof Freiherr von Eibiswald wurde auf 10 Jahre beauftragt mit der Verwaltung und Erneuerung des Schloss im Namen der minderjährigen Kinder der Familie Glojach. Die Gegenreformation zwang die Glojacher auch hier das Land zu verlassen und Weissenegg im Jahre 1630 an Georg Leopold Freiherr von Stadl (Adelsgeschlecht) zu verkaufen.

#### Trautenburg
Trautenburg war ebenfalls im Besitz der Glojacher. Franz Graf Lengheim vom Adelsgeschlecht derer von Lengheimb stürmte im Jahre 1701 mit 19 Bewaffneten das Schloss Trautenburg, welches kurz davor Max Josef Freiherrn von Glojach zugesprochen worden war, nahm den Verwalter gefangen und ließ das Vieh der Bauern wegtreiben. Grund dafür waren Erbstreitigkeiten. Als Max Josef starb, wurde das Gut sequestriert, und weit unter Wert im Jahre 1759 an Josef Boset verkauft, der zehn Jahre später mit dem Titel Ritter von Trautenburg nobilitiert wurde.

### Namensträger
- Andree [der Ältere] von Glojach, Besitzer von Neudorf um 1457
- Andree [der Jüngere] von Glojach, Besitzer von Neudorf vor 1630 zusammen mit seinem Bruder Hans Adam
- Hans [Johann] Adam von Glojach, Besitzer von Neudorf vor 1630 zusammen mit seinem Bruder Andree [der Jüngere], zeugte einen Sohn, der erneut Besitzer von Neudorf werden konnte
- Max Josef Freiherr von Glojach, Besitzer von Neudorf vor 1703
- Anna Maria von Glojach, Besitzerin von Burg Herbersdorf, vermählt mit Hans Christoph von Glojach
- Christoph von Glojach
- Friedrich von Glojach
- Hans [Johann] Christoph von Glojach, verheiratet mit Anna Maria von Glojach, geb. Herbersdorf
- Hans [Johann] Sigmund von Glojach
- Ruprecht von Glojach
- Johann Leopold von Glojach (*?; † 5. Februar 1768), letzter Spross der erloschenen Familie

### Nobilitierungen und dynastische Eheschließungen
Die Familie derer von Glojach erhielten von Kaiser Ferdinand eine Wappenmehrung (Andreas und Jakob v. G., 1563) und nannten sich Freiherren von Glojach aufgrund ihrer Nobilitierung in den Freiherrenstand (Erhebung 1630, erneute Bestätigung 1637) durch den Kaiser. Johann Andreas, vermählt in erster Ehe mit Anna Freiin von Saurau und in zweiter mit Johanna Freiin von Rindsmaul, wurde später in die niederösterreichischen Herrenstandgeschlechter aufgenommen durch den Erwerb von Besitzungen in Niederösterreich (Herrschaft Pottschach).
Das Geschlecht derer von Glojach war durch Eheschließung u. a. mit den Adelsgeschlechtern Lamberg (Adelsgeschlecht), Kainach, Saurau (Adelsgeschlecht), Rindsmaul (Adelsgeschlecht), Herberstorff, Steinpeiss verschwägert. Es starb im Mannesstamm mit dem Tod von Johann Leopold Frh. v. Glojach am 5. Februar 1768 aus.

## Wappen
Blasonierung: Das Wappen der Freiherren von Glojach zeigt einen quergeteilten und dreimal gespaltenen Schild samt einem von schwarz und silber rechtsschräge geteilten Mittelschild, der oben mit einem blauen Hecht, unten mit einem schwarzen Büffelhorn belegt ist; 1. und 4. des ersten Feldes ledig rot; 2. und 3. von Rot und Silber sechsmal schrägerechts gestreift; 2. und 5. ein silbernes Einhorn in rotem Grunde aufrecht stehend; 3. und 8. in Gold ein einfach schwarzer Adler mit ausgebreiteten Flügeln; 4. und 7. in Silber ein aufsteigendes schwarzes Wildschwein einwärts gekehrt; vier gekrönte Helme: 1. ein schwarzes Büffelhorn und der blaue Hecht, beide auswärts mit 4 Pfauenfedern besteckt (nach Art der Büffelhörner), 2. das silberne Einhorn wachsend, 3. ein rotgekleideter graubärtiger Mann ohne Hände mit silbernen Knöpfen und solcher Halskrause, das Haupt mit einer goldfarbigen Kappe (wachsend), 4. das schwarze Wildschwein einwärts wachsend; die Helmdecken rechts silber-rot, links silber-schwarz.